# 加利納鎮區 (密蘇里州賈斯珀縣)
加利納鎮區（英語：Galena Township）是位於美國密蘇里州賈斯珀縣的一個行政鎮區。

## 地方資料
加利納鎮區的面積為107.23平方千米，當中陸地面積為107.10平方千米，而水域面積為0.13平方千米。根據2020年美國人口普查的數據，當地共有人口28131人，而人口密度為每平方千米262.34人。